# Dolphin Browser
Dolphin Browser ist ein Webbrowser für mobile Endgeräte, der für die Betriebssysteme Android, Apple iOS und bada verfügbar ist. Er basiert auf WebKit, kann aber mit einer vom Hersteller eigenentwickelten Engine nachgerüstet werden. Entwickelt wird der Browser von der Firma Mobotap Inc. Das Hauptprodukt wird als Dolphin Browser bezeichnet, daneben gibt es für Android noch eine Mini-Version und eine Version für Tabletcomputer. Unterstützt werden Gestensteuerung, Add-ons, ab Version 10.1 Designs und nachrüstbar Adobe Flash Player.
Die aktuelle Version für Android ist 12.2.9 und kann mit Android 4.1 oder höher verwendet werden. Seit August 2021 wird der Browser dafür nicht mehr aktualisiert, für iOS schon seit 2019.

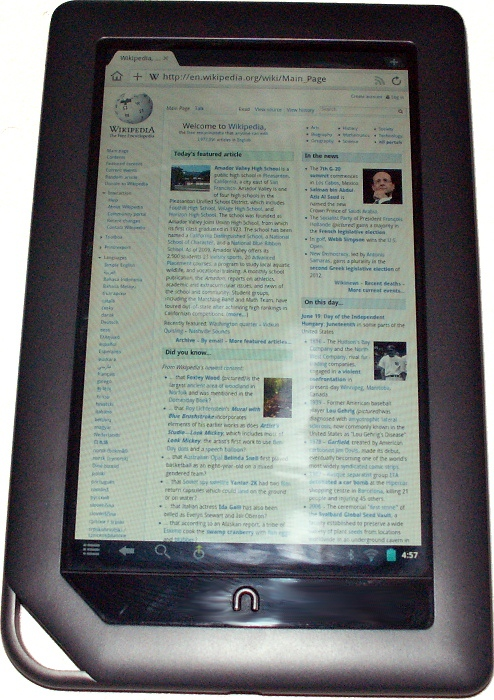
Dolphin Browser auf einem Tablet

## Plattformen und Versionen

### Android
Für Android 4.1 oder neuer gibt es den eigentlichen Dolphin Browser, der mit Add-ons erweitert werden kann und auch den heute nicht mehr verfügbaren Flash Player unterstützt. Mit dem Update auf 10.0.4 wurden die Übersetzungen der App in anderen Sprachen verbessert. Ab Version 10.1.0 kann man Designs nutzen, die das farbliche Anpassen der Browseroberfläche erlauben.

### iOS
Für das Betriebssystem Apple iOS existieren Dolphin for iPhone für das Apple iPhone und den iPod touch sowie das veraltete Dolphin for iPad für das iPad. Vorausgesetzt wird iOS in der Version 8.0 bzw. 7.0 oder höher. Seit 2019 wird der Browser nicht mehr aktualisiert.

### bada
In Samsungs Betriebssystem bada wird eine von Samsung entwickelte Dolphin-Version als Standardbrowser verwendet. Die neueste und letzte Version ist 3.0.

## Add-ons und Designs
Der Dolphin Browser erlaubt die Nutzung von Add-ons und Designs. Diese lassen sich aus dem Google-Play-Store herunterladen.

### Dolphin Connect
Über den Play Store kann in der App-Beschreibung ein Add-on für die Desktop-Browser Chrome, Firefox und Safari heruntergeladen werden, das sich „Dolphin Connect“ nennt. Mit dieser Erweiterung ist es möglich, Webseiten zwischen den Android- oder iOS-Geräten und dem PC auszutauschen, d. h. es lassen sich auf dem Smartphone oder Tablet eine Webseite an den Computer und andersherum senden. Auch können geöffnete Tabs auf einem Gerät von einem anderen Smartphone, Tablet oder dem PC angeschaut und geöffnet werden.

## Dolphin Browser mit Engine
Mit Dolphin Browser Beta erschien im August 2012 eine Version mit eigens entwickelter HTML5-Rendering-Engine.

### Dolphin Browser Jetpack
Mit dem Browser-Add-on Dolphin Browser Jetpack kann die eigens entwickelte HTML-5-Rendering-Engine dem Dolphin Browser nachgerüstet werden. Bis Version 6.x nutze man die Webkit-Engine, die als Standardbrowser anstelle von Chrome auf vielen Geräten installiert war. Es gab aber Probleme mit der Darstellung von Webseiten und des Öfteren Abstürze. Als jedoch die Version 7.0 veröffentlicht wurde, benutzte man von nun an die Blink-Engine von Chrome, sodass sich die Ladegeschwindigkeiten verbessert haben und die Rendering-Probleme verschwanden. Die Versionen des Add-ons ab 7.x werden für Android 4.3 oder höher verfügbar sein; Versionen unter Android 4.3 sind nur mit Jetpack 6.x kompatibel.
Darüber hinaus ist es im Google Play Store erhältlich, in der Version 7.3.1, welche aber seit 2016 nicht mehr aktualisiert wird.

## Datenschutzbedenken
Im Oktober 2011 wurden Datenschutzbedenken bezüglich des Dolphin Browsers laut, da dieser jede aufgerufene URL in Klartext an einen Server der Entwickler sendete. Die Entwickler gaben zu dieser Kritik in einem Blogeintrag bekannt, die Tracking-Funktion werde für ein Feature names Webzine benötigt, es würden aber keine Daten dauerhaft gespeichert. Die Funktion wurde laut dem Blogeintrag mit Version 7.0.2 deaktiviert.

## Verbreitung
Dolphin Browser zählt mit ca. 50 Mio. Downloads zu den weiter verbreiteten Browsern für Android. Beliebt wurde der Browser durch die Möglichkeit, erstmals auf Android mit Tabs zu arbeiten, sowie aufgrund der vielen Funktionen und der Anpassungsfähigkeit.